# Fosforilazione a livello del substrato
La fosforilazione a livello del substrato è un tipo di reazione chimica che genera una molecola di ATP (o di un nucleosidetrifosfato) attraverso un trasferimento diretto su una molecola di ADP (o di un nucleosidedifosfato) di un gruppo fosfato proveniente da una molecola ad alta energia. Nella cellula, tale tipo di fosforilazione avviene nel citosol (dove avviene la glicolisi) e presso la matrice mitocondriale (dove avviene il ciclo di Krebs), in condizioni aerobiche ed anaerobiche.
Durante la fase di recupero dell'energia della glicolisi, per ogni molecola di glucosio degradata quattro molecole di ATP sono prodotte attraverso fosforilazione a livello del substrato.
- Due molecole di 1,3-bisfosfoglicerato sono dapprima convertite in 3-fosfoglicerato, generando il trasferimento di un gruppo fosfato su due molecole di ADP.
- Due molecole di fosfoenolpiruvato sono dunque convertite a due di piruvato, con trasferimento concomitante dei gruppi fosfato su due ADP.

Nel ciclo dell'acido citrico viene fosforilata a livello del substrato una molecola di guanosintrifosfato (GTP), in grado di donare a sua volta un fosfato ad un ADP o ad un UDP per formare i rispettivi trifosfati (una reazione all'equilibrio catalizzata dall'enzima nucleosidefosfato chinasi). Tale fosforilazione è accoppiata alla conversione di succinil-CoA in succinato, catalizzata dall'enzima succinil-CoA sintetasi.
La fosforilazione al livello del substrato è anche presente nel tessuto muscolare e cerebrale al lavoro. La fosfocreatina viene conservata come riserva immediatamente disponibile di energia: l'enzima creatinfosfatochinasi trasferisce infatti un fosfato dalla fosfocreatina all'ADP per produrre ATP.
Una via alternativa per la produzione di ATP è la fosforilazione ossidativa, che ha luogo nei processi metabolici aerobici.